# Robin Meloy Goldsby
Robin Meloy Goldsby (* 1958) ist eine US-amerikanische Pianistin, Komponistin und Autorin.

## Leben
Die Tochter des Schlagzeugers Bob Rawsthorne wuchs in Pittsburgh/Pennsylvania auf und absolvierte das Chatham College. 1980 kam sie nach New York, wo sie als Pianistin in den Lobbys und Lounges der bedeutendsten Hotels der Stadt wie des The Grand Hyatt, The Plaza, The Pierre, Waldorf Astoria und The Sheraton Centre auftrat. Bekannt wurden ihre Soloauftritte im Hotel New York Marriott Marquis, wo sie zur Eröffnung 1985 spielte und dann bis 1992 konzertierte.
1994 veröffentlichte Goldsby ihr erstes Soloalbum Somewhere In Time. Danach übersiedelte sie mit ihrem Mann, dem Jazzbassisten John Goldsby nach Köln. Hier entstanden 15 Kompositionen für das Klavier, die sie auf dem Album Twilight einspielte. Ihr jüngstes Soloalbum ist Songs from the Castle. Daneben komponierte und textete sie u. a. für den Sänger und Gitarristen Peter Fessler (Alben Blue Summer und Landscape Tapestry), für Jane Franklin, Jeff Cascaro und Till Brönner.
Als Autorin veröffentlichte Goldsby das autobiographische Buch Piano Girl; Lessons in Life, Music, and the Perfect Blue Hawaiian, The waltz of the asparagus people und die Novelle Rhythm.

## Diskographie (Auswahl)
- Twilight (Orchard, 2005)
- Somewhere in Time (Evergrenn, 2005)
- Songs from the Castle (Orchard, 2007)

## Werke
- Piano Girl: Lessons in Life, Music, and the Perfect Blue Hawaiian (Backbeat Books 2005, ISBN 0-87930-882-6)
- Rhythm: A Novel (Bass Lion Publications/BookSurge 2008, ISBN 9781419699399)